# Leon McFadden
Leon McFadden Jr. (Bellflower, 26 ottobre 1990) è un ex giocatore di football americano statunitense che ha militato nel ruolo di cornerback nella National Football League (NFL). Fu scelto nel corso del terzo giro (68º assoluto) del Draft NFL 2013 dai Cleveland Browns. Al college ha giocato a football a San Diego State.

## Carriera professionistica

### Cleveland Browns
McFadden fu scelto nel corso del terzo giro del Draft 2013 dai Cleveland Browns. Debuttò come professionista nella settimana 1 contro i Miami Dolphins. La sua stagione da rookie si concluse disputando tutte le 16 partite, due delle quali come titolare, mettendo a segno 19 tackle e un passaggio deviato. Il 30 agosto 2014 fu svincolato.

### San Francisco 49ers
Dopo avere passato dieci giorni nel roster dei New York Jets, McFadden firmò coi San Francisco 49ers dove nel 2014 disputò 7 gare con 6 tackle.

### Arizona Cardinals
Il 7 settembre 2015, McFadden firmò con la squadra di allenamento degli Arizona Cardinals.